# مارك جونسون (سياسي)
مارك جونسون (بالإنجليزية: Mark Johnson)‏ هو سياسي أمريكي، ولد في 1957 في الولايات المتحدة. حزبياً، نشط في الحزب الجمهوري. وقد انتخب عضو مجلس نواب أوريغون (10 يناير 2011 – ).

## وصلات خارجية
- الموقع الرسمي